# Falos e Stercus
Falos e Stercus é um grupo de teatro contemporâneo cuja proposta é a "fertilidade criativa e o exercício da sensibilidade humana".  Encenou espetáculos no Brasil e na Europa. São responsáveis por alguns espetáculos que questionaram a forma de realização do teatro gaúcho, como PM2, Farsa Trágica, Clã Destino, A Escrita de Borges, La Loba, In Surto, Vôo das Fêmeas, Mithologias do Clã e WWW. Prometeu.
O nome do grupo inspira-se em duas idéias de fertilidade.  A primeira, o símbolo usado nos rituais dionisíacos e posteriormente nos festivais de teatro grego: o falo. A segunda relaciona-se ao adubo que dá vida a planta: o esterco.

## Peças montadas
- PM2
- Farsa Trágica
- O Clã Destino
- Mithologias do Clã
- In Surto
- La Loba
- A Escrita de Borges
- www.prometeu
- O Vôo das Fêmeas
- No Vão da Escada
- Hybris
- Despedida de Palhaços
- Ilha dos Amores